# Alcossebre
Alcossebre (spansk: Alcocéber eller Alcocebre) er en lille by ved middelhavskysten i regionen Valencia i Spanien. Den tilhører Alcalà de Xivert kommune i comarca Baix Maestrat i provinsen Castellón. Byen havde 2.151 indbyggere i 2008.
Alcossebre er hovedsagelig en turistby. Den har fire strande: Carregador, El Romà, El Moro og Manyetes (eller Tropicana).